# Sulcus antennalis
Sulcus antennalis, sutura antennalis – szew obecny na głowie niektórych owadów.
Sulcus antennalis to szew rzekomy puszki głowowej otaczający kieszonkę w której osadzony jest czułek lub torulus. Ciągnie się równolegle do krawędzi tejże kieszonki. U karaczanów ze szwu tego odchodzi w dół sutura subantennalis.